# Alloteratura thanjavuensis
Alloteratura thanjavuensis is een rechtvleugelig insect uit de familie sabelsprinkhanen (Tettigoniidae). De wetenschappelijke naam van deze soort is voor het eerst geldig gepubliceerd in 1993 door Kevan & Jin.